# Kerguelenia adeliensis
Kerguelenia adeliensis is een vlokreeftensoort uit de familie van de Kergueleniidae. De wetenschappelijke naam van de soort is voor het eerst geldig gepubliceerd in 1972 door Bellan-Santini.